# كلارا باجيت
كلارا باجيت (بالإنجليزية: Clara Paget)‏ هي عارضة وممثلة بريطانية، ولدت في 12 سبتمبر 1988 في لندن في المملكة المتحدة.

## أعمال

### أفلام
- جوني إنجلش ريبورن[5]
- سرعة وغضب 6
- يوم واحد

### مسلسلات
- الأشرعة السوداء

## وصلات خارجية
- كلارا باجيت على موقع IMDb (الإنجليزية)
- كلارا باجيت على موقع ألو سيني (الفرنسية)
- كلارا باجيت على موقع قاعدة بيانات الفيلم (الإنجليزية)
- كلارا باجيت على موقع كينوبويسك (الروسية)
- كلارا باجيت على موقع دليل عارضات الأزياء (الإنجليزية)